# 白尾悠
白尾 悠（しらお はるか）は、日本の小説家。

## 経歴・人物
神奈川県生まれ。東京都で育つ。アメリカの大学を卒業後帰国し、外資系の映画関連会社などを経る。フリーのデジタルコンテンツ・プロデューサー／マーケターとして活動している。2016年、「泳ぐ鹿 Swimming Deer」が第15回女による女のためのR-18文学賞の最終選考候補作品に選ばれる。2017年、「アクロス・ザ・ユニバース」で第16回女による女のためのR-18文学賞の大賞と読者賞を受賞する。選考委員の三浦しをんは、同作について「笑いと創作物への愛にあふれていて心を打たれた」と述べている。趣味は、漫画を含む読書全般、映画・海外ドラマ鑑賞、散歩と俳句。嫌いなものは、両生類。

## 作品リスト

### 単行本
- 『いまは、空しか見えない』（新潮社、2018年5月 / 新潮文庫、2022年7月）
- 『サード・キッチン』（河出書房新社、2020年11月 / 河出文庫、2022年11月）
- 『ゴールドサンセット』（小学館、2022年4月 / 小学館文庫、2025年1月）
- 『隣人のうたはうるさくて、ときどきやさしい』（双葉社、2024年11月）
- 『魔法を描くひと』（KADOKAWA、2025年2月）

### アンソロジー収録作品
- 「魔法を描くひと」 - 『その境界を越えてゆけ』（KADOKAWA、2020年1月）収録

### 雑誌掲載作品
小説
- 「アクロス・ザ・ユニバース」 - 『小説新潮』2017年5月号[7]
- 「聖なる若葉」 - 『小説現代』2017年11月号
- 「水底の空」 - 『小説新潮』2018年5月号
- 「春歩く、夜歩く」 - 『小説新潮』2019年5月号
- 「ディアレスト」 - 『小説新潮』2020年6月号
- 「共鳴」 - 『小説新潮』2021年5月号
- 「おかえり牛魔王」 - 『紙魚の手帖』vol.10 APRIL 2023

エッセイなど
- 「『サード・キッチン』怒りのデス・ロード」 - 『別冊文藝春秋』2021年5月号
- 「○活」 - 『小説すばる』2021年6月号